# Misja Sharpe’a
Misja Sharpe’a (ang. Sharpe’s Mission) – brytyjski telewizyjny film historyczny z 1996 roku. Film jest częścią cyklu filmów o Richardzie Sharpie, zrealizowanego na podstawie serii powieści o tej postaci autorstwa Bernarda Cornwella.

## Fabuła
Francuzi przegrywają wojnę. Major Richard Sharpe (Sean Bean) zostaje wyznaczony przez Wellingtona by razem z pułkownikiem Brandem (Mark Strong), zniszczył magazyn prochu strzelniczego, należący do wroga. Żonie Sharpe'a, Jane (Abigail Cruttenden), coraz bardziej zaczyna doskwierać samotność związana z jego częstą nieobecnością. Przychylniej patrzy na zabiegi adoratora, który pojawił się w jej otoczeniu. Tymczasem Richard musi stawić czoło ogromnemu niebezpieczeństwu, gdyż wśród osób oddelegowanych do wypełnienia tajnej misji za linią wroga jest zdrajca.

## Główne role
- Sean Bean – Richard Sharpe
- Mark Strong – Brand
- Andrew Schofield – Pope
- Warren Saire – Shellington
- Daragh O’Malley – Patrick Harper
- James Laurenson – Major General Ross
- Hugh Fraser – Wellington
- Abigail Cruttenden – Jane Gibbons